# Geneva Open 1981
Il Geneva Open 1981 è stato un torneo di tennis giocato sulla terra rossa. È stata la 2ª edizione del torneo, che fa parte del Volvo Grand Prix 1981. Si è giocato a Ginevra in Svizzera dal 21 al 27 settembre 1981.

## Campioni

### Singolare maschile
Björn Borg ha battuto in finale  Tomáš Šmíd con il punteggio di 6–4, 6–3

### Doppio maschile
Heinz Günthardt /  Balázs Taróczy hanno battuto in finale  Pavel Složil /  Tomáš Šmíd con il punteggio di 6–4, 3–6, 6–2